# Juscelino (Mesquita)
Juscelino é um bairro brasileiro pertencente ao município de Mesquita, no Estado do Rio de Janeiro. Localiza-se na Baixada Fluminense, entre o centro de Mesquita e os bairros da região central de Nova Iguaçu (K-11, Vila Nova e Centro).

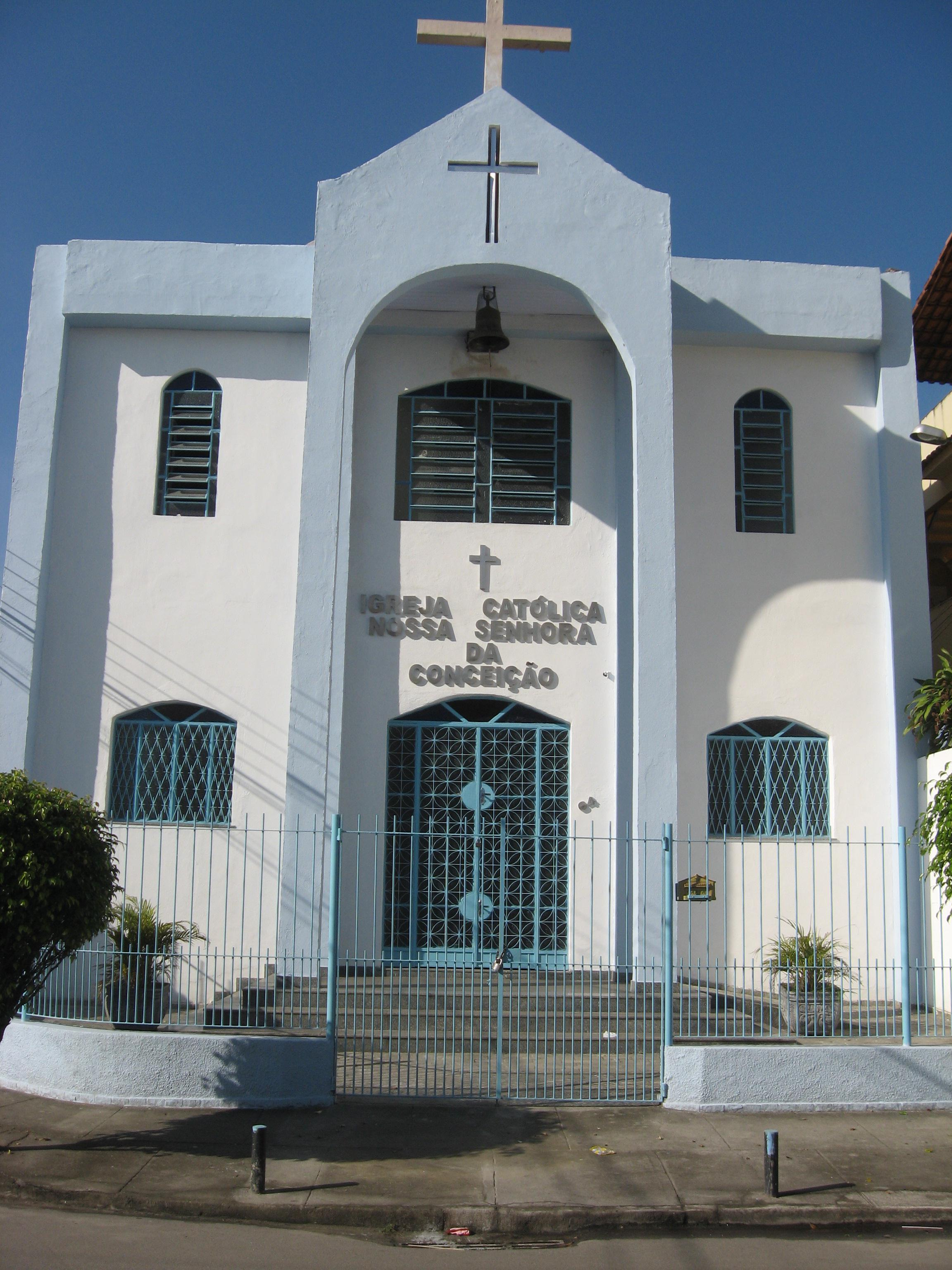
Igreja Nossa Senhora da Conceição

## Geografia
É atendido pela Estrada de Ferro Central do Brasil, contendo a estação de trem, encurtando assim o tempo decorrido entre Juscelino e a estação Central do Brasil, na cidade do Rio).
Possui ainda, como transporte coletivo, linhas de ônibus (empresa Transmil), partindo próximo do campinho de futebol na avenida São Paulo com destino à Praça Mauá, à estação Central do Brasil, à estação do metrô da Pavuna e ao bairro Parada de Lucas. 
Esses trajetos também são atendidos por vans. Além disso, se localiza nesse bairro a Associação Atlética Volantes, agremiação futebolística que já disputou a Segunda e Terceira Divisão do estado do Rio de Janeiro em âmbito profissional e o Campo da Toca do Lobo, centro de treinamento do time Fúria do Lobo, que disputava campeonatos entre bairros.
É um bairro predominantemente residencial.

## História
Em 1961, foi inaugurada a estação ferroviária de Vila Nova, que posteriormente teve seu nome alterado para "Presidente Juscelino". Após a mudança de nome, a área mais próxima da estação recebeu o nome de Juscelino, separando-se do restante do bairro.
Em 1998, Juscelino e Vila Nova estavam entre os bairros integrantes da URG I Centro. Com a separação de Mesquita em 1999, Juscelino passou a fazer parte do novo município, enquanto Vila Nova permaneceu em Nova Iguaçu.